# Мартинковице
Мартинковице (чеш. Martínkovice) је насељено мјесто са административним статусом сеоске општине (чеш. obec) у округу Наход, у Краловехрадечком крају, Чешка Република.

## Становништво
Према подацима о броју становника из 2014. године насеље је имало 506 становника.